# Kultura (Paris)

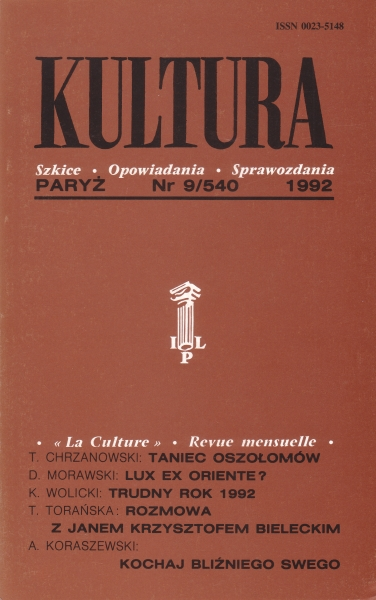
Heft 9/540 (1992)

Kultura war die wichtigste Zeitschrift der polnischen Emigration, der Polonia, nach dem Zweiten Weltkrieg. Sie hatte einen prägenden Einfluss auf das geistige und politische Leben Polens.

## Geschichte
Kultura erschien in den Jahren 1947 bis 2000 und war maßgeblich verbunden mit der Person des Redakteurs Jerzy Giedroyc (1906–2000). Er hatte 1946 in Rom den Verlag Instytut Literacki gegründet, der sich mit der Förderung polnischer Literatur im Ausland beschäftigen sollte. Hier erschien im Juni 1947 auch die erste Nummer der Kultura. Zweiter verantwortlicher Leiter des ersten Heftes war der Schriftsteller Gustaw Herling-Grudziński. Bereits einen Monat später zog die gesamte Equipe in die Nähe von Paris in den Ort Maisons-Laffitte um, wo die Zeitschrift ab dem Herbst 1947 bis zu ihrem Ende monatlich erschien.
Neben Giedroyc wirkten an ihr die Schriftsteller Józef Czapski, Zygmunt Hertz und Zofia Hertz mit. Schon bald zeichnete sich ab, dass sich um die charismatische Figur Giedroyc, der für die Traditionen eines liberalen und demokratischen Polens und ein gutes Verhältnis zu den Nachbarn in West und Ost stand, führende Vertreter des kulturellen Lebens der Polen in der Emigration sammeln sollten. Einer der engsten Mitarbeiter nach seiner Flucht war der spätere Literaturnobelpreisträger Czesław Miłosz. Zu denjenigen, die in den Folgejahren so entschieden vom „Kultura“-Milieu profitierten, waren weltbekannte Schriftsteller wie Witold Gombrowicz oder Marek Hłasko, aber auch für den polnischen Kontext wichtige Autoren wie Andrzej Bobkowski, Jerzy Stempowski oder der Publizist Juliusz Mieroszewski.
Seit 1953 erschien parallel auch eine Buchreihe, die Biblioteka Kultury, und seit 1962 die historische Fachzeitschrift Zeszyty Historyczne.
In der Volksrepublik Polen stand Kultura auf der Liste der verbotenen Literatur. Die Behörden beschlagnahmten Exemplare, die Reisende ins Land schmuggeln wollten. 1958 wurde eine junge Frau wegen des Besitzes und der Weitergabe von Ausgaben der Zeitschrift zu drei Jahren Gefängnis verurteilt.
Als wegweisend für die Entwicklung nach 1989 wurden die besonderen Themenausgaben der „Kultura“, die sich u. a. mit dem polnisch-deutschen, dem polnisch-russischen, vor allem aber mit dem polnisch-ukrainischen Verhältnis beschäftigten. Die polnisch-ukrainische Aussöhnung nach dem Fall des Kommunismus, besonders aber nach der orangefarbenen Revolution von 2004 wäre ohne die geistige Vorbereitung durch die Kultura nicht möglich gewesen. Gleiches gilt für das Verhältnis Polens zu Litauen. Giedroyc wurde für seine Verdienste um die Annäherung der beiden Länder im Jahre 1997 zum Ehrenbürger Litauens ernannt.
Giedroyc’ Tod am 14. September 2000 bedeutete auch das Ende für die Zeitschrift.